# Shin Takahashi
Shin Takahashi (jap. 高橋 しん eigentlich 高橋 真, Takahashi Shin; * 8. September 1967 in Shibetsu auf Hokkaidō) ist ein japanischer Mangaka, der sich vor allem durch seinen realistischen Stil und die schon frühe umfassende Verwendung von Computergrafiken auszeichnet, die kaum mehr von Handzeichnungen zu unterscheiden sind. Für die Taschenbuch-Veröffentlichungen seiner Manga zeichnet er sehr viele Panels oder auch ganze Seiten neu. Er besitzt einen Abschluss der juristischen Fakultät der Yamanashi-Gakuin-Universität.
Er wurde durch den Manga She, The Ultimate Weapon auch international bekannt.

## Werke (Auswahl)
Shin Takahashi veröffentlichte folgende auch als Tankōbon erschienenen Werke:
- Ii Hito. (いいひと。, dt. „Ein guter Mensch“; 1993–1999, 26 Bände)
  - Sayonara, Papa. (さよなら、パパ。, dt. „Lebewohl, Papa.“; Kurzgeschichtensammlung, 2002)
- Suki ni Naru Hito (好きになるひと, dt. „Der Mensch, den ich anfange zu mögen“; Kurzgeschichtensammlung, 1999)
- She, The Ultimate Weapon (Japan 2000–2002, Deutschland 2003–2004, 7 Bände)
  - Saishū Heiki Kanojo Gaiden-shū: Sekai no Hate ni wa Kimi to Futari de (最終兵器彼女外伝集　世界の果てには君と二人で; Kurzgeschichtensammlung, 2006)
- Kimi no Kakera (きみのカケラ, dt. „Deine Fragmente“; 2003–2010, 9 Bände)
  - Spica: The twin STARS of “Kimi no Kakera” (スピカ The twin STARS of "きみのカケラ"; 2013)
- Tom Sawyer (トムソーヤ, Tomu Sōya; 2007)
- Hana to Oku-tan (花と奥たん; seit 2007, bisher 2 Bände)
- Seasons – Natsu no Hikari no (SEASONS―なつのひかりの―; Kurzgeschichtensammlung, 2011)
- Yuki ni Tsubasa (雪にツバサ; 2011–2013, 8 Bände)
  - Yuki ni Tsubasa: Haru (雪にツバサ・春; seit 2014)
- Ano Shōtengai no, Hon’ya no, Chiisana Oku-san no Ohanashi (あの商店街の、本屋の、小さな奥さんのお話。; 2013)
- Hatsukoi Hon’ya. (初恋本屋。; seit 2014)